# Pasir Pinang (Huristak)
Pasir Pinang is een bestuurslaag in het regentschap Padang Lawas van de provincie Noord-Sumatra, Indonesië. Pasir Pinang telt 279 inwoners (volkstelling 2010).